# Tuindorp Zuid
Tuindorp Zuid is een buurt in de gemeente Hengelo in de Nederlandse provincie Overijssel. De buurt telt 2725 inwoners en heeft een oppervlakte van 54 hectare. Tuindorp Zuid maakt deel uit van de wijk Wilderinkshoek. Het gebied ligt ten noorden van het bedrijventerrein Twentekanaal Noord I, ten oosten van de Oelerweg en wordt doorsneden door de Breemarsweg. Het winkelcentrum is te vinden op ‘t Esrein.